# Stanislaw Tillich

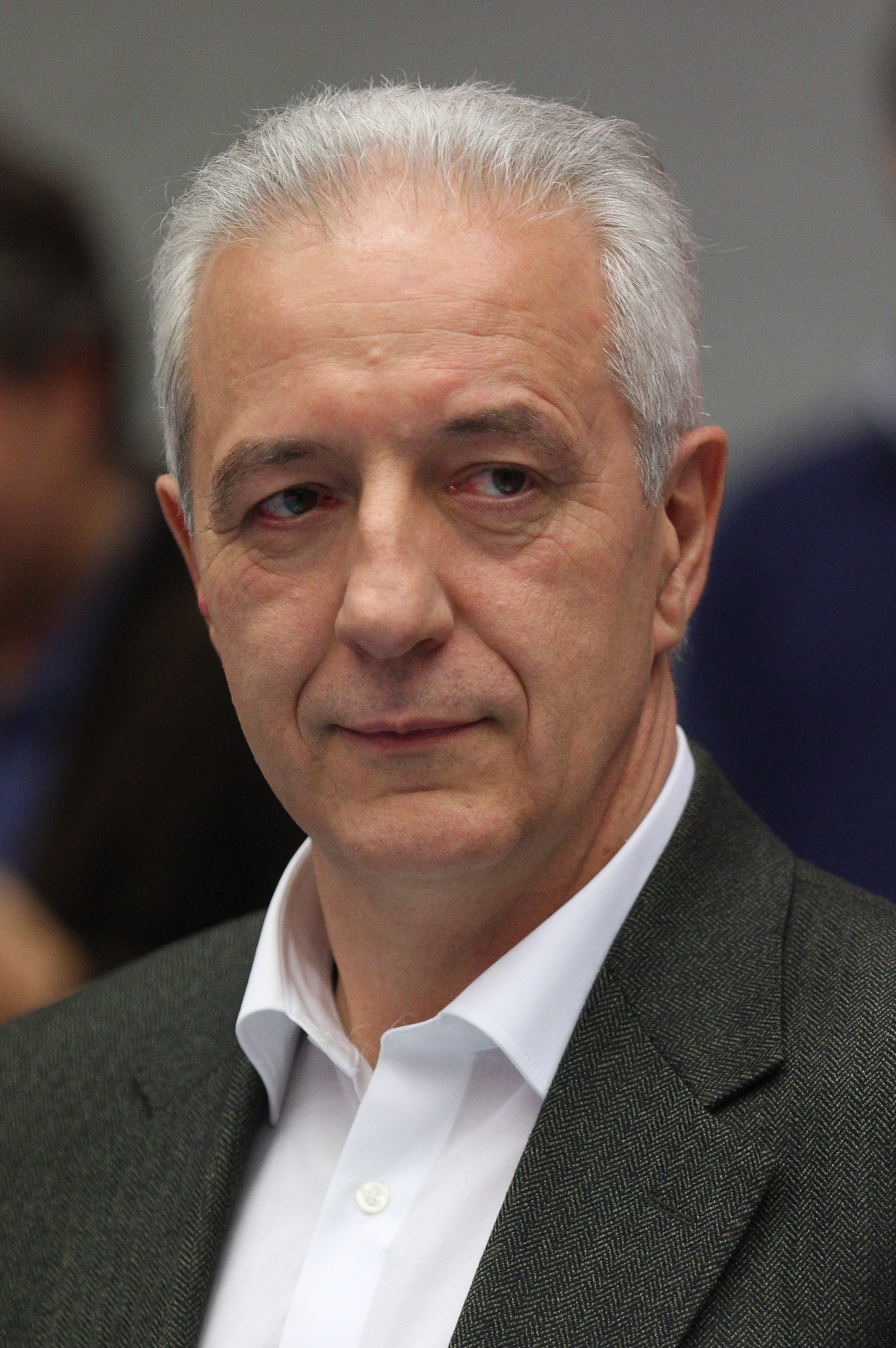
Stanislaw Tillich (2017)

Stanislaw Rudi Tillich, sorbisch Stanisław Tilichⓘ (* 10. April 1959 in Neudörfel / Nowa Wjeska bei Kamenz), ist ein deutscher Politiker (CDU, bis 1990 DDR-CDU) sorbischer Nationalität. Vom 28. Mai 2008 bis zum 12. Dezember 2017 war er der dritte Ministerpräsident des Freistaates Sachsen nach der Deutschen Wiedervereinigung und vom 24. Mai 2008 bis zum 9. Dezember 2017 auch Vorsitzender der sächsischen CDU. Er war zudem vom 1. November 2015 bis 31. Oktober 2016 der 70. Präsident des Bundesrates. Seit 1. September 2019 ist er Aufsichtsratsvorsitzender der Mitteldeutschen Braunkohlengesellschaft.

## Leben
Tillich entstammt einer sorbischen Familie. Sein Vater Rudi Tillich (1929–2007) war evangelisch, seine Mutter ist katholisch. Tillich selbst wurde zu einem den religiösen Traditionen seiner Heimat verbundenen praktizierenden Katholiken erzogen. Sein Vater war Mitglied der SED-Ortsleitung von Panschwitz-Kuckau und hauptamtlicher Funktionär der Domowina, der nationalen sorbischen Organisation. Nach seiner Schulausbildung und dem Abitur an der Sorbischen Oberschule in Bautzen 1977 leistete Stanislaw Tillich von November 1977 bis April 1979 seinen Grundwehrdienst bei den Grenztruppen der DDR. Anschließend studierte er von 1979 bis 1984 an der Technischen Universität Dresden und schloss als Diplomingenieur für Konstruktion und Getriebetechnik ab. 1984 begann er als Konstrukteur in einem Elektronikunternehmen in Kamenz. Vom 1. Oktober 1987 bis zum 24. Mai 1989 war Tillich Angestellter des Rates des Kreises Kamenz. Im Mai 1989 wurde er stellvertretender Vorsitzender des Rates und war zuständig für den Bereich Handel und Versorgung. Laut Lebenslauf war er von 1989 bis 1995 als selbstständiger Konstruktions- und Werkzeugbauunternehmer tätig.
Stanislaw Tillich ist verheiratet und hat eine Tochter und einen Sohn. Er lebte zunächst in einem Einfamilienhaus in Panschwitz-Kuckau und bewohnt seit April 2015 ein Penthouse auf dem Weißen Hirsch in Dresden.

## Politische Karriere

### CDU in der DDR
Im Jahr 1987 trat Tillich aus eigenem Entschluss in die Christlich-Demokratische Union Deutschlands (CDU) ein, die in der DDR als Teil des Demokratischen Blockes der Parteien und Massenorganisationen das Machtmonopol der Sozialistischen Einheitspartei Deutschlands (SED) stützte.
In Potsdam-Babelsberg nahm er vom 2. Januar bis zum 10. März 1989 an einem Lehrgang der Akademie für Staats- und Rechtswissenschaft – einer der bedeutendsten „Kaderschmieden“ der SED – teil. Im Nachhinein bezeichnete Tillich diesen Lehrgang jedoch als „einen der vielen M-L-Kurse“, der ihn „persönlich nicht innerlich überzeugt“ habe. In einem Fragebogen aus dem Jahr 1999 zu seiner Vergangenheit in der DDR verneinte Tillich Kontakte zur Staatssicherheit. Im November 2008 wurden Vorwürfe gegen ihn laut, seine Biographie und insbesondere seine Rolle im Staatsapparat der DDR geschönt zu haben. Tillich räumte zwei Befragungen durch Stasimitarbeiter ein, die wegen eines beschädigten Siegels an der Tür eines betrieblichen EDV-Raumes und bei der Aufklärung von Versorgungsengpässen erfolgt seien. Nach Angaben der Birthler-Behörde waren in diesem Kontext keine Hinweise auf eine Zusammenarbeit Tillichs mit der Stasi erkennbar. Einer Veröffentlichung des Fragebogens aus dem Jahr 1999, die von der Sächsischen Staatskanzlei zuvor abgelehnt worden war, stimmte Tillich erst 2009 zu. Ab 1988 oder 1989 gehörte Tillich dem Kreisvorstand seiner Partei in Kamenz an.
Am 18. März 1990 wurde Tillich als Abgeordneter der CDU in die Volkskammer gewählt. Dort kümmerte sich Tillich um die Belange der Sorben und um SED-Opfer.

### CDU in der Bundesrepublik

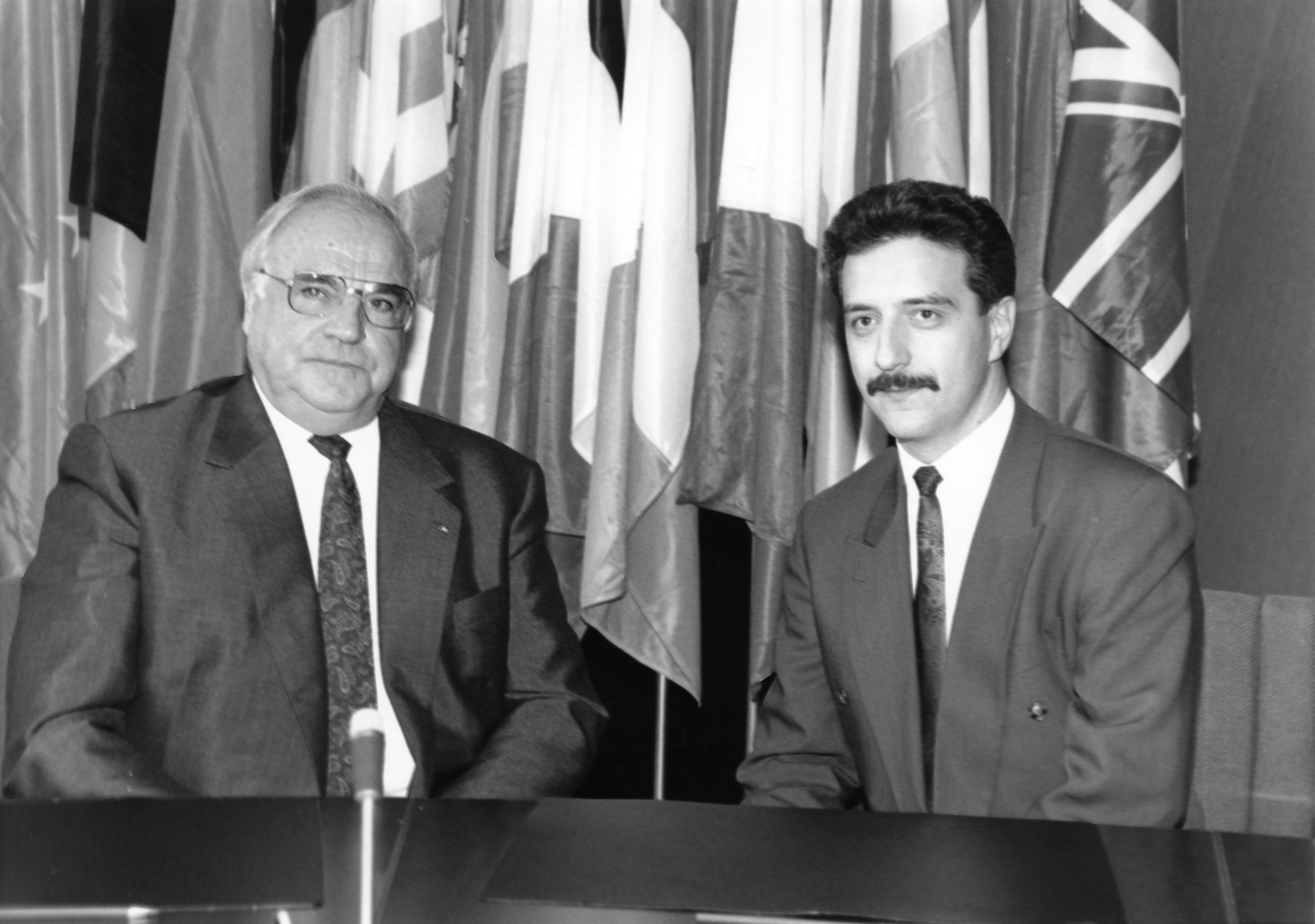
Stanislaw Tillich mit Bundeskanzler Helmut Kohl in Straßburg (1994)

Nach der Auflösung der Volkskammer im Zuge der deutschen Wiedervereinigung am 3. Oktober 1990 arbeitete er bis 1994 als Beobachter im Europäischen Parlament. Dem 4. Europäischen Parlament (1994–1999) gehörte er als gewählter Abgeordneter für die Bundesrepublik Deutschland an und war stellvertretender Vorsitzender des Haushaltsausschusses und Generalberichterstatter für den Haushalt der Europäischen Union. Von 1992 bis 1999 war er Mitglied des EVP-Vorstandes.
Bei der Wahl am 19. September 2004 kandidierte er im Wahlkreis Bautzen 3 und wurde in den Sächsischen Landtag gewählt. 2009 und 2014 wurde er wiedergewählt.
Nach der Ankündigung Roland Kochs vom 26. Mai 2010, nicht wieder für das Amt des stellvertretenden Bundesvorsitzenden der CDU zu kandidieren, kam Tillich als dessen Nachfolger ins Gespräch. Er wurde im November 2010 in das Präsidium der Bundes-CDU gewählt.
Am 4. Dezember 2012 wurde Tillich erneut in das Präsidium der CDU gewählt.

### Minister in Sachsen
Im Jahr 1999 berief ihn der damalige Ministerpräsident von Sachsen Kurt Biedenkopf in sein Kabinett, wo er bis 2002 Staatsminister für Bundes- und Europaangelegenheiten war.
Im Kabinett des 2002 zum Ministerpräsidenten gewählten Georg Milbradt arbeitete Tillich zunächst bis 2004 als Staatsminister und Chef der Staatskanzlei und seit 2004 als Sächsischer Staatsminister für Umwelt und Landwirtschaft. In dieser Zeit war er insbesondere zuständig für den Ausbau des Hochwasserschutzes der Elbe nach dem Hochwasser im August 2002.
2007 wurde er Sächsischer Staatsminister der Finanzen und Nachfolger des wegen der Krise der sächsischen Landesbank zurückgetretenen Horst Metz. Tillich führte die Verhandlungen um die angeschlagene Sachsen LB an der Seite von Ministerpräsident Milbradt. Die Sachsen LB wurde im Dezember 2007 unter Umgehung des Landesparlamentes an die Landesbank Baden-Württemberg (LBBW) verkauft, ein Vorgang, der vom Sächsischen Verfassungsgericht im August 2009 für verfassungswidrig erklärt wurde. Statt einer Beteiligung des Landtages in Form eines Entschließungsantrags wäre, so das Gericht, ein Nachtragshaushalt notwendig gewesen.

### Sächsischer Ministerpräsident
Am 14. April 2008 schlug ihn Georg Milbradt in seiner Rücktrittserklärung infolge der Affäre um die Landesbank als Nachfolger für das Amt des Ministerpräsidenten und den Landesparteivorsitz vor.

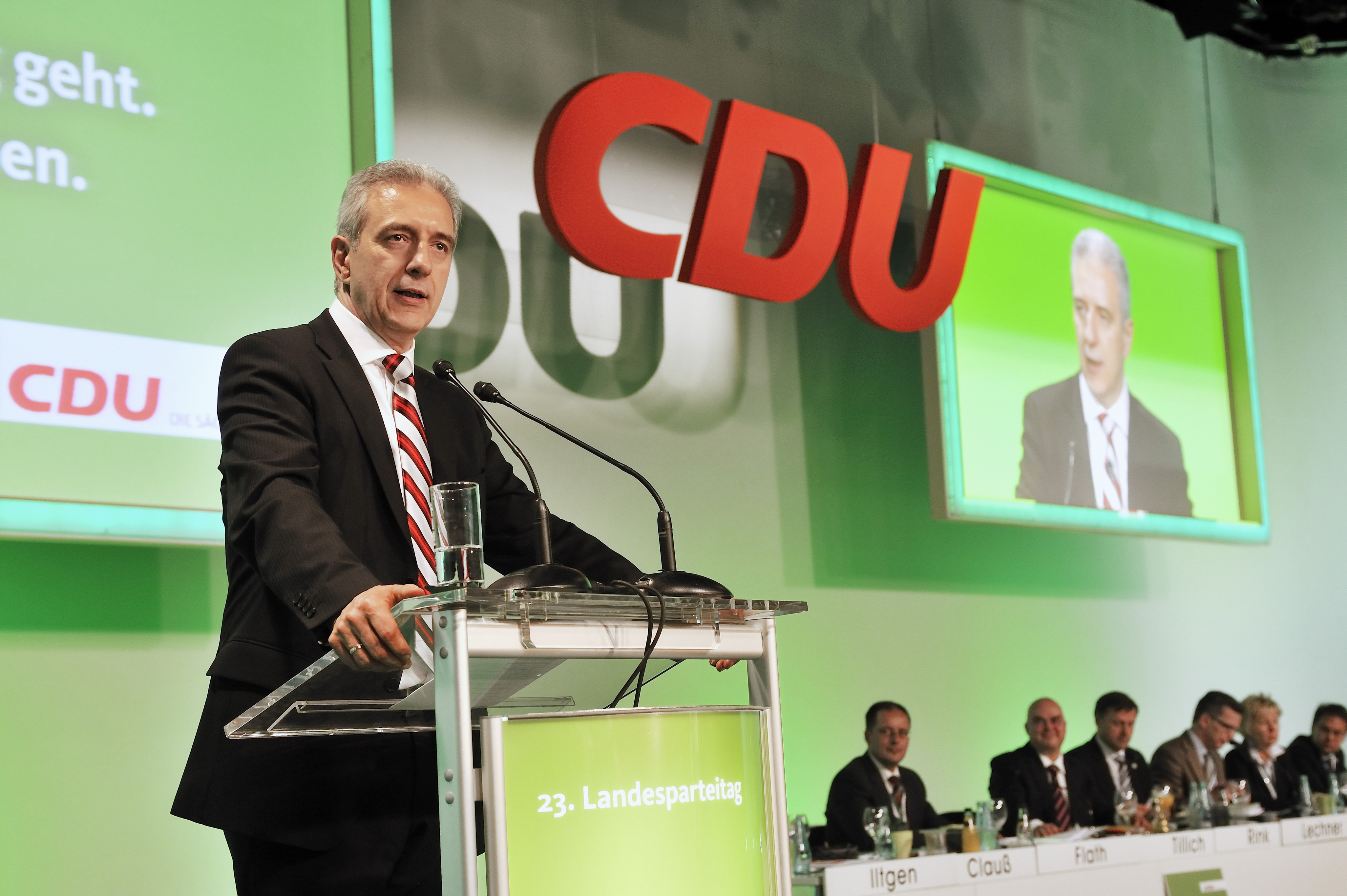
Stanislaw Tillich beim 23. Landesparteitag der CDU Sachsen in Leipzig (2009)

Am 24. Mai 2008 wurde er vom Landesparteitag zum Vorsitzenden der sächsischen CDU gewählt, am 28. Mai folgte die Wahl zum Ministerpräsidenten des Freistaats Sachsen und die Vereidigung seines Kabinetts.

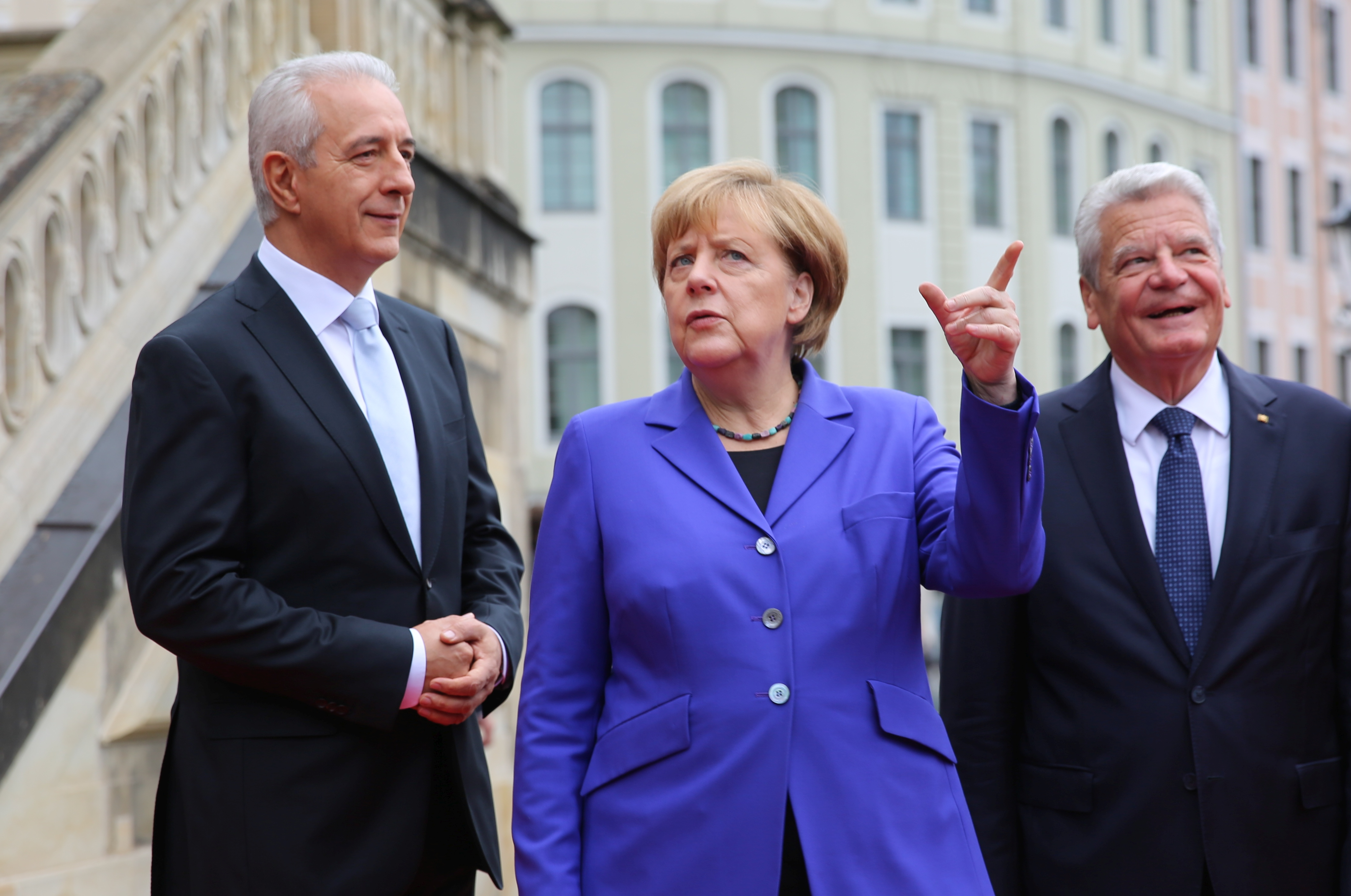
Stanislaw Tillich zusammen mit Angela Merkel und Joachim Gauck (2016)

Als Ministerpräsident war Tillich auch Mitglied im Bundesrat und dort zeitweise Vorsitzender der deutsch-russischen Freundschaftsgruppe.
Am 30. Juni 2008 lud er nach einer Privataudienz Papst Benedikt XVI. für das Jahr 2009 offiziell zu einem Besuch in den Osten Deutschlands ein.
Bei der Landtagswahl am 30. August 2009 erlangte die CDU unter Tillichs Führung 40,2 Prozent der Stimmen. Da die FDP auf 10 Prozent der Stimmen kam, konnte Tillich eine CDU-FDP-Koalition bilden und wurde am 29. September 2009 als Ministerpräsident wiedergewählt.
Als Ministerpräsident war Tillich bei der Landtagswahl am 31. August 2014 wieder Spitzenkandidat seiner Partei. Die CDU erzielte 39,4 Prozent der Stimmen. Der Koalitionspartner in Tillichs Kabinett, die sächsische FDP, verpasste mit einem Stimmenanteil von 3,8 Prozent den Wiedereinzug in den sächsischen Landtag. Nachdem eine Koalition mit der AfD ausgeschlossen worden war und die sächsischen Grünen eine Aufnahme von Koalitionsverhandlungen mit der CDU abgelehnt hatten, wurde eine Koalitionsregierung mit der SPD gebildet und Tillich am 12. November 2014 als Ministerpräsident wiedergewählt.
Am 18. Oktober 2017 teilte Tillich mit, er wolle sein Amt im Dezember 2017 „in jüngere Hände“ geben; als Nachfolger schlug er Michael Kretschmer vor. Seine Amtszeit endete am 12. Dezember 2017. Im April 2018 kündigte er an, sich per 31. Oktober 2018 ganz aus der aktiven Politik zurückziehen und sein Landtagsmandat niederlegen zu wollen. Für sein Landtagsmandat rückte Jörg Markert am 1. November 2018 nach.
Tillich war noch als Landtagsabgeordneter einer von vier Vorsitzenden der am 6. Juni 2018 eingesetzten sogenannten Kohlekommission der deutschen Bundesregierung, die im Januar 2019 ihren Abschlussbericht vorlegte. Tillich hatte sich dabei für einen möglichst späten Ausstieg und für hohe Entschädigungssummen für die Braunkohleindustrie eingesetzt. Wenig später erhielt er den Aufsichtsratsvorsitz der Mitteldeutschen Braunkohlengesellschaft (MIBRAG).

### Karriere nach der Politik
Seit Juni 2019 ist Tillich als Berater für die russische Fracht-Airline Volga-Dnepr tätig, die für mehrere Großraum-Transportflugzeuge Antonow AN-124, die hauptsächlich für die Bundeswehr und die NATO im Einsatz sind, den Flughafen Leipzig/Halle als Dauer-Start- und Landeplatz mit eigenem Wartungshangar nutzt.
Im September 2019 wurde Tillich zum Aufsichtsratsvorsitzenden der Mitteldeutschen Braunkohlengesellschaft (MIBRAG) gewählt, die jährlich etwa 18 Mio. Tonnen Braunkohle fördert.
Im Dezember 2020 wurde Tillich zum Sonderbeauftragten der Bundesregierung für den Strukturwandel in den ukrainischen Kohle-Regionen ernannt. In dieser Position soll er der Ukraine beim Abbau von Kohlekraftwerken sowie Kohlebergwerken helfen.

### Kontroversen
Wie zuvor gegen den damaligen nordrhein-westfälischen Ministerpräsidenten Jürgen Rüttgers wurden im Februar 2010 auch gegen Tillich Vorwürfe im Zusammenhang mit Zusagen für Gesprächstermine bei Zahlung von Spenden an die CDU erhoben. Diese sogenannte Sponsoring-Affäre betraf primär eine CDU-Veranstaltung in Dresden, die unter dem Titel Denkfabrik Sachsen abgehalten wird. Dort erhielten Firmen bei verschiedenen Sponsoring-Stufen entsprechende Gegenleistungen (Standplätze, Gespräche, Nennung in Reden). Oppositionelle Politiker kritisierten diese Praxis als Käuflichkeit von Politikern.
2010 wurden unter der Regierung Tillich zur Vermeidung von Neuschulden Kürzungen im Sozialbereich in Höhe von 25 Millionen Euro beschlossen. So wurde die Förderung der Jugendarbeit um ein Drittel verringert, was zu Protesten und Gegendemonstrationen führte.
Nach einem Interview zum Thema Pegida und Zuwanderung am 25. Januar 2015 mit der Welt am Sonntag wurde Tillich wegen seiner Äußerungen „Der Islam gehört nicht zu Sachsen“ und „Muslime müssten sich stärker von islamistischen Terrorakten distanzieren“ von der politischen Konkurrenz sowie zivilgesellschaftlichen Akteuren stark kritisiert. So widersprach ihm sein Koalitionspartner und SPD-Landesvorsitzender Martin Dulig, indem er über den Nachrichtendienst Twitter mitteilte „Angela Merkel hat Recht. Der Islam gehört zu Deutschland. Das gilt auch für Sachsen.“ Volkmar Zschocke, Vorsitzender der Grünen-Fraktion im Sächsischen Landtag, warf dem Ministerpräsidenten vor, er signalisiere den Pegida-Demonstranten Verständnis, die dies als Bestätigung ihrer islamfeindlichen Äußerungen verstünden. Der Sprecher des Netzwerkes „Dresden für Alle“, Eric Hattke, bezeichnete Tillichs Äußerungen als falsches politisches Signal und einen Affront gegenüber den im Land lebenden Muslimen. Zugleich kritisierte Tillich Pegida, indem er ihr vorwarf, „mit unsinnigen Forderungen Ängste zu schüren“. Nach seiner Kritik an Pegida wurde Stanislaw Tillich mehrfach von Sympathisanten der islamfeindlichen Bewegung beleidigt und bedroht. Dies führte dazu, dass er seine Facebook-Seite stilllegte und deswegen von Pegida-Frontmann Lutz Bachmann verspottet wurde.
Im Februar 2016 lud Stanislaw Tillich rund 2000 Gäste zu einer Feier in die Dresdner energieverbund-Arena, um der Sachsen zu danken, die sich für Geflüchtete im Land engagiert hatten. Die Feier war, aufgrund der lapidaren Haltung Tillichs gegenüber PEGIDA, hoch umstritten. Viele eingeladene Helfer sagten aus diesem Grund ihre Teilnahme ab. Ein von 70 Organisationen und 600 Einzelpersonen unterzeichneter offener Brief des Netzwerks „Dresden für Alle“ an Stanislaw Tillich wurde während der Dankesfeier diesem übergeben.
Nachdem die CDU in Sachsen bei der Bundestagswahl 2017 weniger Zweitstimmen als die AfD erhalten hatte, forderte Tillich eine Kurskorrektur seiner Partei und löste damit Empörung aus. Auch der ehemalige sächsische Ministerpräsident Kurt Biedenkopf und dessen Frau Ingrid kritisierten Tillich in einem Interview mit der Zeit massiv.

## Sonstiges

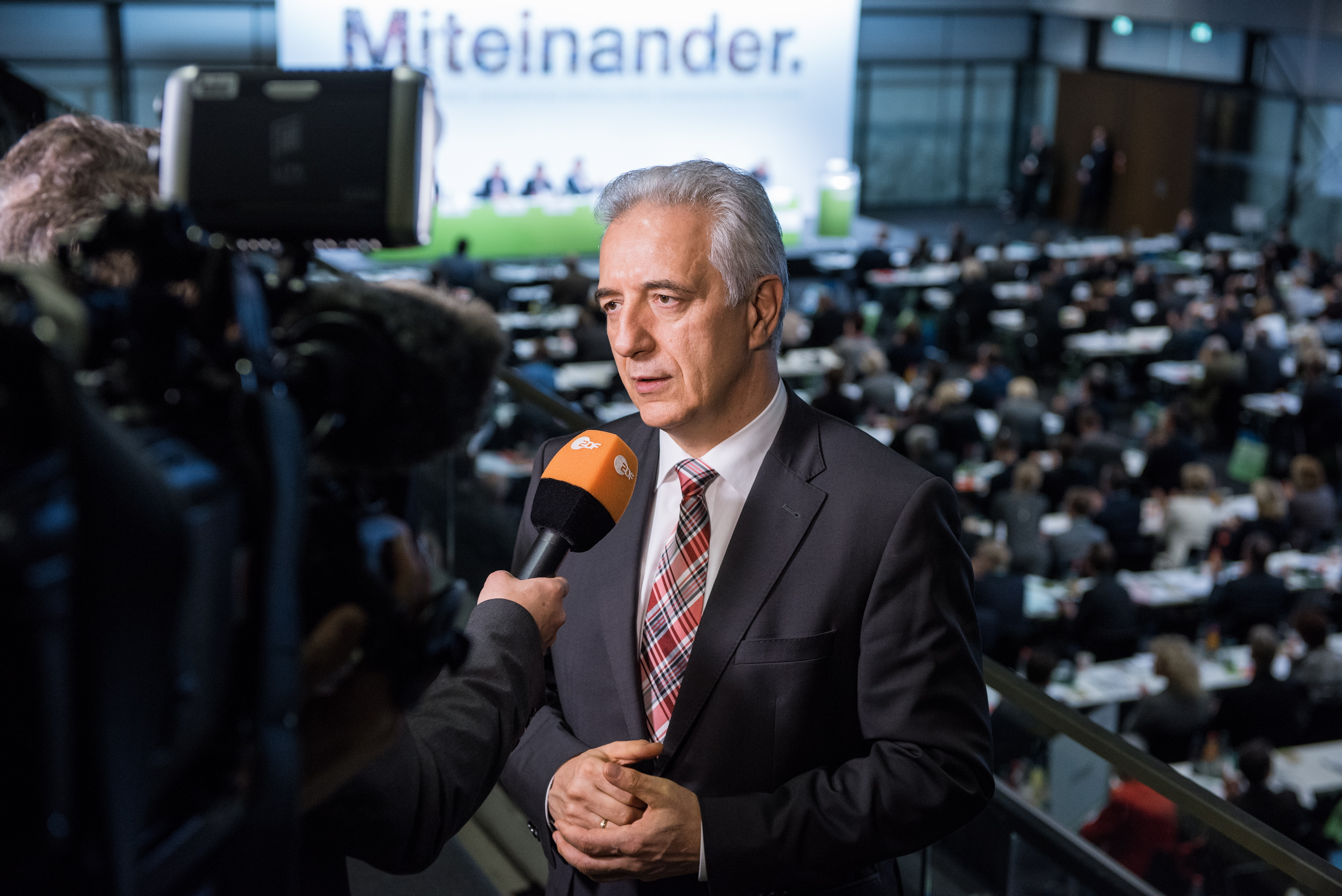
Stanislaw Tillich beim 30. Landesparteitag der CDU Sachsen in Neukieritzsch (2015)

Tillich spricht neben seiner Muttersprache Obersorbisch  und Deutsch auch fließend Polnisch und kann sich auf Englisch, Französisch, Russisch und Tschechisch verständigen. Außerdem spricht er noch etwas Italienisch. Er ist seit 2001 Mitglied im Rotary-Club „Dresden Blaues Wunder“.
Tillich wurde von der CDU-Fraktion im sächsischen Landtag als Delegierter zur 17. Bundesversammlung 2022 entsandt.

## Ehrungen
- 2008: Verdienstorden des Freistaates Sachsen
- 2017: Goldenes Komturkreuz mit dem Stern des Ehrenzeichens für Verdienste um das Bundesland Niederösterreich[63]
- 2018: Großes Bundesverdienstkreuz mit Stern und Schulterband[64]